# Baldur’s Gate
Baldur’s Gate — компьютерная ролевая игра, разработанная канадской студией BioWare и выпущенная Interplay для PC в 1998 году. Эта игра стала первой в серии Baldur's Gate, за ней последовало дополнение Baldur’s Gate: Tales of the Sword Coast и продолжение Baldur’s Gate II: Shadows of Amn с дополнением Baldur’s Gate II: Throne of Bhaal. Кроме того, в 2012 году вышла обновлённая версия игры под названием Baldur’s Gate: Enhanced Edition, а в 2016 году данная версия была дополнена кампанией Siege of Dragonspear. Она была адаптирована для разных платформ, включая мобильные iOS и Android и приставки Xbox One, PlayStation 4 и Nintendo Switch.
Действие Baldur’s Gate происходит в вымышленной вселенной Forgotten Realms, а в качестве игровой механики используется модифицированная система из настольной ролевой игры Advanced Dungeons & Dragons 2-й редакции. В Baldur’s Gate игрок управляет командой искателей приключений, состав которой определяет сам. Группа персонажей под управлением игрока исследует обширный игровой мир, сражается с населяющими его чудовищами и прочими врагами, общается с дружественными персонажами, выполняет задания, получает опыт и развивается, приобретая новые умения. В основе нелинейного сюжета лежит противостояние главного героя и убийцы его приёмного отца.
Специально для игры BioWare разработали игровой движок Infinity Engine, на котором впоследствии были созданы Baldur’s Gate II, Icewind Dale и дополнения к ним, а также Planescape: Torment. Модифицированная версия этого движка также использовалась в переиздании Baldur’s Gate: Enhanced Edition.
Baldur’s Gate получила высокие оценки от пользователей и критиков. Многие издания признали её «игрой года» или «ролевой игрой года». Согласно распространённому мнению, Baldur’s Gate помогла жанру компьютерных ролевых игр вернуть утраченную популярность и задала новые стандарты качества для будущих проектов. Всего было продано более двух миллионов копий игры.

## Игровой процесс

Игровой экран вскоре после начала игры. Слева расположены кнопки, позволяющие перейти к дополнительным экранам игрового интерфейса (карта, журнал, инвентарь и т. д.). Слева внизу отображается текущее время дня, эта кнопка также используется для перехода в режим управляемой паузы. Снизу расположены кнопки действий. Справа находится панель выбора персонажей — в данный момент на ней только главный герой, портреты других персонажей будут появляться ниже его после их добавления в команду. По центру расположено основное игровое окно, в котором движущиеся персонажи и другие объекты отображаются поверх пререндеренного фона. Под ним расположено текстовое окно, в которое выводятся сообщения для игрока.

Игра была разработана на основе лицензированных правил настольной ролевой игры Advanced Dungeons & Dragons (AD&D) второй редакции. Описание основных особенностей этой системы, а также ключевые сведения о Побережье Мечей содержались в поставляемом с игрой подробном руководстве пользователя. Игра моделирует все основные механики Dungeons & Dragons (в том числе броски игральных костей), однако в отличие от предыдущих игр по данной лицензии, разработанных SSI, этот процесс происходит в фоновом режиме, что избавляет игрока от необходимости вникать в тонкости правил. Точность реализации правил AD&D является довольно высокой. Многие их тонкие аспекты, такие как влияние параметра харизмы лидера команды на реакцию NPC, боевой дух персонажей, факторы скорости оружия и заклинаний, специальные способности класса вора и напряжённость в отношениях между персонажами с разным мировоззрением, оказывают значимое влияние на игровой процесс. Лишь некоторые правила (такие как увеличение числа заклинаний, доступных магам-специалистам, и способности рейнджеров и паладинов) были изменены в интересах игрового баланса. В отличие от многих других игр, использующих систему AD&D, в Baldur’s Gate большое значение имеет совместимость мировоззрений членов команды. Злые персонажи и добрые, находясь в одной группе, будут конфликтовать между собой, что может привести к уходу компаньонов или даже битвам между ними.
В игре используется двухмерная изометрическая графика. Игра поддерживает единственное разрешение экрана 640×480 и 16- или 24-битный цвет. Трёхмерные ускорители не требуются и не поддерживаются. Спрайтовые персонажи перемещаются по нарисованным вручную детализированным фонам, передающим индивидуальность каждой локации. Управление персонажами осуществляется с использованием интерфейса point-and-click, схожего с используемым в стратегиях в реальном времени, с возможностью отдать команду сразу нескольким персонажам, выделив их рамкой, а также задать используемое построение. Основные команды доступны в виде кнопок на главном экране.

### Создание и развитие персонажа
Игра начинается с создания главного персонажа. Игрок выбирает его пол, внешность (из числа представленных портретов или на основе специально подготовленного собственного изображения), расу (человек, дворф, эльф, гном, полурослик или полуэльф), игровой класс (всего доступно 28 вариантов, считая специализированные классы, двойные и мультиклассы), числовые значения характеристик (на основе генератора случайных чисел, но не меньше минимальных для соответствующей расы и класса, с возможностью перераспределения очков между характеристиками), навыки владения оружием, мировоззрение, цвет кожи, одежды и волос, а также голос (помимо готовых вариантов, можно также подключить собственный набор записанных реплик) и имя. Комбинируя возможные варианты выбора, можно создать персонажа, подходящего к определённому стилю игры или обладающего определёнными особенностями. В многопользовательском режиме можно создать несколько персонажей, управляемых одним игроком, что позволяет игроку, не желающему присоединять компаньонов, создать полную команду по своему желанию. Кроме того, присутствует возможность импорта персонажа из предыдущих прохождений, что позволяет начать игру уже опытным и полностью экипированным персонажем (как в режиме New Game Plus в других играх).
Главный персонаж по умолчанию является лидером команды, его параметры (в первую очередь харизма) определяют реакцию неигровых персонажей и цены в магазинах. Однако лидером можно назначить и другого персонажа: тогда именно он будет вступать в диалоги и совершать действия, и учитываться будут именно его параметры.
Репутация главного персонажа определяет отношение к нему членов команды. Злые персонажи выражают своё неудовольствие при совершении геройских поступков и покинут команду, если репутация станет слишком высокой. Добрые персонажи протестуют против участия в нехороших делах и уходят при слишком низкой репутации. Нейтральные персонажи остаются в команде вне зависимости от её репутации и уживаются с любыми компаньонами. Рейнджеры и паладины могут стать падшими и потерять свои способности, если совершат поступок, негативно влияющий на репутацию.
Ключевым элементом игрового процесса является получение очков опыта за совершение различных действий (основным из которых является убийство противников) и набор уровней, с которым связывается улучшение навыков. Опыт делится в равных частях между всеми членами команды. Развитие персонажей (в частности, доступность заклинаний и умений) ограничивалось планкой очков опыта — изначально она составляла 89 тысяч, что для большинства классов персонажей соответствовало 7 уровню. Очки опыта получаются командой за выполнение заданий и убийство монстров. Помимо опыта, наградой за выполнение могут быть деньги, магические предметы и повышение репутации, а после победы над противником можно забрать имевшиеся у него предметы, природа которых зависит от вида противника (шкуры у животных, оружие и броня у враждебных гуманоидов). Магические предметы встречаются относительно редко. Они обладают улучшенными свойствами по сравнению с обычными аналогами (что обозначается цифрами от «+1» до «+5»), имеют повышенную стоимость и не ломаются. Некоторые противники могут быть убиты только магическим оружием. Кроме оружия и брони, персонажи могут использовать магические зелья, жезлы и свитки с заклинаниями, а также некоторые активные предметы. В ранее исследованных областях регулярно появляются новые противники, что позволяет получать дополнительный опыт, деньги и предметы.
Для всех персонажей, как созданных игроком, так и присоединившихся к команде в процессе игры, доступен экран характеристик, на котором детально описаны все его числовые параметры, специальные способности, краткая биография, а также статистические данные (количество побеждённых противников, чаще всего используемые заклинания и т. д.). Каждый персонаж имеет при себе определённые предметы (оружие, броню, магические предметы и зелья и т. п.), которые приобретаются в магазинах, обнаруживаются при исследовании игровых локаций или снимаются с побеждённых врагов. Управление экипировкой персонажа осуществляется на отдельном экране с использованием «куклы», причём надетое на персонажа оружие и броня видны и на основном экране. Число предметов, которые могут находиться в «рюкзаке» у персонажа, ограничено количеством свободных ячеек, а также весом, который он может переносить. Для каждого персонажа доступно определённое число оружия и предметов с «быстрым» доступом, которые можно задействовать или использовать без перехода в специальный экран.

### Магическая система
Для заклинаний применяется стандартная для AD&D «вэнсовская» система: перед тем, как произнести известное ему заклинание, персонаж должен «запомнить» его и отдохнуть. Для того, чтобы получить новое заклинание, маг должен переписать свиток с ним в свою книгу заклинаний. На повышенных уровнях сложности это не всегда оканчивается успехом. Свиток также может быть использован как одноразовый предмет. Жрецы и друиды получают заклинания от богов, и при получении возможности использовать заклинания определённого уровня все они становятся доступны. Однако и жрецы должны заранее «запоминать» заклинания. Маги-специалисты при повышении уровня получают больше доступных заклинаний, однако не могут применять заклинания противоположной школы. Заклинания жрецов и друидов также делятся на сферы. Их доступность определяется классом персонажа, его мировоззрением и верой.
Произнесение заклинаний занимает определённое время (как правило, более продолжительное для более мощных заклинаний) и может быть прервано нанесением урона магу. Всего доступно более ста заклинаний (с первого по пятый уровень), описанных в книгах правил AD&D, многие из которых впервые были реализованы в компьютерной игре. Эффекты заклинаний могут включать прямое причинение ущерба, ухудшение характеристик врагов («дебафф») или вывод их из боя, исцеление дружественных персонажей, защиту их от негативных воздействий либо повышение их характеристик («бафф»), а также призыв союзников. Негативное магическое воздействие уменьшается или полностью нейтрализуется, если его адресат успешно совершит «спасбросок» — значение случайного числа, соответствующего результату броска 20-гранной игральной кости, превысит порог из характеристик персонажа для данного вида воздействия.
В начале игры воины более полезны в команде, чем маги, легко побеждая грубой силой. Однако по мере того, как команда набирает уровни и сталкивается с более сильными противниками, воины становятся уязвимыми для заклинаний и специальных умений врага, а маги получают мощные заклинания, позволяющие получить превосходство надо противником. Некоторые заклинания, не слишком полезные сами по себе, приобретают разрушительную силу в комбинации с другими заклинаниями.

### Исследование игрового мира
Важной составляющей игрового процесса является исследование игрового мира. В игре используется туман войны: области, которые ещё не посещались персонажами, закрашены чёрным, а находящиеся вне поля их зрения затемнены. Исследованные области отображаются на карте текущей области, а также на карте мира. Важные события, диалоги и полученные задания заносятся в журнал. Любую локацию можно покинуть, подойдя к её краю. Выбрав пункт назначения на открывшейся глобальной карте, можно вернуться в любое из ранее посещённых мест либо перейти в смежную неисследованную область. В пути на героев могут напасть бандиты или монстры, что влечёт переход в режим боя. Кроме того, путь могут преграждать закрытые двери и ловушки, которые можно открыть или разрядить, например, используя навыки вора. В любой момент, если поблизости нет врагов, можно сохранить игру, однако при загрузке игры в текущей локации могут появиться новые монстры. При переходе из одной локации в другую происходит автосохранение.
В городах и других локациях игры присутствует множество NPC. С большинством из них можно поговорить, что может привести к получению задания или необходимой для развития главной сюжетной линии информации. Жрецы в храмах могут лечить персонажей и снимать негативные состояния, такие как проклятья или болезни, а также воскрешать погибших компаньонов (в отличие от правил AD&D, независимо от расы и числа предыдущих воскрешений). Также там можно сделать пожертвования, повышающие репутацию. В магазинах, тавернах, храмах и мастерских можно опознавать магические предметы, продавать и покупать снаряжение. Используя воровские навыки, можно также взламывать сундуки и похищать предметы у неигровых персонажей и из магазинов.
Передвижение персонажей, бои и совершение действий в Baldur’s Gate происходят в реальном времени. Игровой раунд (промежуток времени, в течение которого все могут совершить хотя бы одно действие) имеет продолжительность 6 секунд (то есть сокращён в 10 раз по сравнению со стандартными правилами AD&D второй редакции). Десять раундов (1 минута реального времени) образуют ход (англ. turn). Час игрового времени соответствует примерно 5 минутам реального. Сутки в игровом мире, как и в нашем, имеют продолжительность 24 часа. Смена дня и ночи оказывает ограниченное влияние на игровой процесс: ночью закрыты магазины, а также увеличен шанс встречи с командой бродячих монстров. Персонажи должны время от времени отдыхать (обычно для этого требуется не менее 8 часов), чтобы восстановить силы, однако обеспечивать их едой и питьём не требуется. При отдыхе в небезопасном месте возможно внезапное нападение монстров. Безопасно отдыхать можно в гостиницах и некоторых других областях.

### Боевая система
В игре используется механизм управляемой паузы, во время которой можно раздать персонажам приказы (например, сменить оружие ближнего боя на лук или использовать зелье исцеления) без спешки, а затем, сняв игру с паузы, наблюдать за их выполнением. Режим паузы в зависимости от настроек может включаться и автоматически при определённых условиях (например, смерть атакуемой цели, гибель персонажа, окончание раунда и т. д.). Однако игрок может и не использовать паузу и даже перепоручить управление персонажами во время боя компьютеру.
Для определения успешности атаки оружием используется система, основанная на параметре класса брони (AC). Он зависит от индивидуальных особенностей персонажа или существа, используемой брони и других предметов, наличия магической защиты. У каждого персонажа или существа также есть параметр THAC0, который определяется используемым оружием, боевыми навыками и классом персонажа. Он соответствует минимальному результату броска 20-гранной игральной кости, который необходим для попадания по противнику с классом брони 0. Если класс брони не равен 0, минимальный результат броска вычисляется путём вычитания значения класса брони из THAC0. Чем меньше THAC0 атакующего или чем больше AC противника, тем выше вероятность успешной атаки.
Наносимые повреждения определяются характеристиками оружия (его базовым показателем урона, записываемым в традиционной для AD&D системе xdy — как случайное число, определяемое броском x игральных костей с y гранями, и магическими улучшениями), а также модификаторами, зависящими от характеристик персонажа и его навыков.
Тактика игры основана на командном взаимодействии и разделении выполняемых функций между персонажами различных классов. Хорошо вооружённые и защищённые воины используются в качестве «танков», связывая противника в ближнем бою и защищая более слабых персонажей, которые используют магию, свои умения или оружие дальнего боя. Жрецы и друиды выполняют роль поддержки, применяя заклинания лечения. Вор выполняет вспомогательную роль. В бою он может скрыто перемещаться, открывая местоположение противников и делая их уязвимыми для магических атак, наносить «удары в спину» с многократно увеличенным уроном. Персонажи с двойным классом и мультиклассом более универсальны, однако развивают свои навыки намного медленнее.
Поведение искусственного интеллекта поддавалось тонкой настройке: с игрой поставлялся компилятор сценариев, позволявший программировать сложные алгоритмы поведения персонажей. Возможность тонкого контроля действий давала широкий простор для выбора тактики. В частности, и игрок, и компьютерные противники могут в реальном времени реагировать на действия оппонента и атаковать персонажа, который занят совершением определённого действия и потому уязвим (например, мага, произносящего заклинание). Сценарии используются и для искусственного интеллекта противников: у монстров, нападающих стаями, есть вожаки, убийство которых уменьшает боевой дух рядовых членов стаи, а вражеские маги используют заклинания, направленные на противодействие конкретным действиям игрока. Однако в целом большинство противников использует достаточно прямолинейную тактику, зависящую от доступной им магии и их снаряжения.

### Многопользовательский режим
Baldur’s Gate допускала возможность одновременной игры нескольких игроков с использованием протоколов IPX, TCP/IP и последовательный интерфейс. Доступен был также клиент игрового сервиса SegaSoft Heat.net, а также игра через интернет с использованием GameSpy.
Многопользовательский режим ориентирован исключительно на совместное прохождение игры. Успех команды зависит от согласованности совместных действий игроков. В состав команды может входить до 6 персонажей (включая главного героя), управляемых игроками. Хотя сюжет игры при этом не изменяется и всё также центрируется на основном персонаже, у других игроков имеется определённая свобода действий. При этом все персонажи должны присутствовать в одной игровой области и могут покинуть её только вместе. Кроме того, при переходе в режим диалога или покупки предметов в магазине все игроки, кроме инициировавшего данный переход, вынуждены ждать завершения взаимодействия. «Хозяин» игровой сессии определяет, какие функции (управление определённым персонажем, использование паузы, денежные расходы, участие в разговоре с NPC) доступны каждому из игроков.

## Игровой мир
Действие игры происходит в наиболее проработанной в рамках второй редакции AD&D игровой вселенной Forgotten Realms (с англ. — «Забытые Королевства»), в регионе Побережья Мечей (англ. Sword Coast), от города Врата Балдура на севере до Нашкеля на юге. Подробное описание этой области содержится в изданной TSR в 1994 году книге Volo’s Guide to The Sword Coast, адаптированные отрывки из которой были включены в руководство игры (раздел Volo’s Guide to Baldur’s Gate).
В ходе игры главный герой и его команда посещают следующие основные поселения:
- Врата Балдура (или Врата Бальдура[22] — англ. Baldur's Gate) — давший название игре крупный портовый город с развитой торговлей. Порядок в городе и его окрестностях поддерживает отряд наёмников «Пламенный Кулак» (англ. The Flaming Fist) численностью более тысячи человек, вследствие чего освещённые магическими фонарями улицы города относительно безопасны. Город назван в честь легендарного морехода и исследователя Балдурана (англ. Balduran), который потратил значительную часть своих богатств на постройку городской стены. Городом правят четыре великих герцога (Совет четырёх), которые избираются населением, но правят пожизненно. На момент событий игры герцогами являются воин[англ.] Энтар Сильвершилд (англ. Entar Silvershield), маг[англ.] Лийя Джаннат (англ. Liia Jannath), бывший искатель приключений и воин Белт (англ. Belt), а также командир «Пламенного Кулака» Эльтан (англ. Eltan). Основными достопримечательностями являются дворец герцогов Высокий зал (англ. High Hall), музей магических диковин Зал чудес (англ. Hall of Wonders), храм бога Гонда Высший зал чудес (англ. High House of Wonders), рыночная площадь Вайд (англ. Wide). Наиболее известным «злачным местом» является «Нижний Погреб» (англ. Undercellar), где легко можно найти выпивку и продажную любовь.
- Берегост (англ. Beregost) — торговый город средней величины, расположенный в середине пути между Нашкелем и Вратами Балдура, вследствие чего он часто используется путешественниками, желающими передохнуть, а также как точка сбора караванов. В городе есть несколько магазинов, гостиниц, таверна и крупный храм Латандера под названием Храм утренней песни (англ. Song of the Morning), являющийся главной местной достопримечательностью. Верховный жрец храма Келддат Ормлир (англ. Keldath Ormlyr) одновременно выполняет обязанности правителя. Безопасность города, помимо храмовой стражи, обеспечивают проживающий неподалёку могущественный маг Талантир (англ. Thalantyr) и знаменитый кузнец Таэром Фуйруим по прозвищу Грохочущий Молот (англ. Taerom "Thunderhammer" Fuiruim). К востоку от города находятся руины магической школы, основанной волшебником Улкастером (англ. Ulcaster) и уничтоженной магами из Калимшана.
- Гостиница Дружеская Рука (англ. The Friendly Arm Inn) — деревня, построенная в стенах крепости, некогда принадлежавшей жрецу Баала. Победивший его гном[англ.] Бентли Мирроршейд (англ. Bentley Mirrorshade) переоборудовал крепость в гостиницу, где и поселился со своей женой Гелланой, которая стала жрицей Храма мудрости (англ. Temple of Wisdom). Это поселение хорошо охраняется и является безопасным приютом для путешественников.
- Кэндлкип (англ. Candlekeep) — замок, стоящий на вулканическом утёсе у моря, в котором находится монастырь, основанный знаменитым пророком Алаундо (англ. Alaundo), осуществляющий хранение записей его предсказаний, а также прочих знаний. Попасть в Кэндлкип непросто: для посторонних пропуском является ценная книга, а желающие ознакомиться с местной библиотекой должны получить рекомендации могущественного мага. Центральная и самая высокая крепость замка окружена садом. По слухам, под ней расположены обширные подземелья. Крепость населена монахами, занимающимися изучением пророчеств Алаундо, а также сбором, изучением, копированием и компиляцией книг и других письменных источников. Наивысшей святыней для них являются знания, сохранность которых значит больше, чем жизнь человека.
- Нашкель (англ. Nashkel) — город на юге Побережья Мечей у подножья Заоблачных Вершин (англ. Cloudpeak mountains). Он чуть меньше Берегоста. Здесь живут поселенцы из Амна. Местные шахты обеспечивают регион железной рудой.

Многие игровые локации, персонажи, а также практически все монстры, заклинания и магические предметы напрямую заимствованы из основных книг AD&D и сопутствующих источников.

## Сюжет
Сюжет игры тесно связан с вышедшей в 1989 году книжной серией «Аватары», написанной Скоттом Чинчином и Троем Деннингом, в которой трое тёмных богов Фейруна — Бейн, Баал и Миркул — украли у верховного бога Ао Скрижали Судьбы. За это преступление они вместе с остальными богами были отправлены на землю в смертных телах. Это событие обернулось для вселенной Forgotten Realms глобальной катастрофой, а Бейн, Баал и Миркул были уничтожены.
Бог убийц Баал, предвидя свою смерть, создал себе потомков от смертных женщин. Его отпрыски не знали, что кровь мёртвого тёмного бога течёт в их жилах и что эта кровь может позволить одному из них взойти на трон отца и стать новым богом. Один из детей Баала по имени Саревок узнаёт о своём происхождении и начинает устранять других наследников Баала, чтобы остаться единственным и стать богом. Одним из тех, кого он пытается убить, оказывается и главный герой.
Протагонист — сирота, живущий в укреплённой монашеской общине Кэндлкип со своим приёмным отцом Горионом. В прологе он выполняет мелкие поручения, собираясь в путешествие, о цели которого ему не сообщают (эта часть игры выполняет роль обучения игрока). Однако вскоре после начала пути происходит нападение, и Горион ценой собственной жизни спасает героя от Саревока и его сообщников. Оставшись наедине с враждебным миром, протагонист должен найти союзников, победить охотящихся за ним наёмных убийц и раскрыть тайну собственного происхождения.
Найдя компаньонов, он расследует причины беспорядков в регионе, включающих таинственное ухудшение свойств железа, добываемого в местных шахтах, вызвавшее рост цен на железные предметы, появление многочисленных групп бандитов, грабящих караваны, везущие золото и железо, из-за которых передвижение по дорогам стало небезопасно, и перспективы серьёзного военного конфликта между городом-государством Врата Балдура и находящимся на юге Амном. Постепенно он открывает крупный заговор, во главе которого стоят организация под названием «Железный Трон» и главный антагонист игры — Саревок, стремящийся к власти. Для достижения своих целей последний использует доппельгангеров — существ, способных принимать облик любого человека. Надеясь устранить героя и вывести его из игры, Саревок организует убийство лидеров «Железного Трона», вину за которое возлагают на персонажа игрока. Однако при помощи старых друзей ему удаётся освободиться и вернуться во Врата Балдура как раз вовремя для того, чтобы нарушить планы Саревока, который хочет стать одним из правителей города и развязать войну с Амном. Помимо этого, по ходу игры через серию видений герой раскрывает секрет своего происхождения от мёртвого бога и постепенно получает ряд сверхъестественных способностей, состав которых зависит от его мировоззрения. Игра завершается сражением с Саревоком и его ближайшими подручными, победа в котором разрушает злодейские планы по обретению божественной сущности и развязыванию кровопролитных войн.
Хотя игра поделена на семь глав, каждая из которых обозначает определённую логическую часть сюжета, завершающуюся выполнением определённого ключевого задания, практически всегда присутствует возможность выбора пути прохождения, в особенности побочных заданий. Возможно свободное изучение карты мира, но есть некоторые места (в частности, сам город Врата Балдура), которые недоступны, пока не будет достигнута определённая глава.
Предлагаемые игрой побочные задания весьма разнообразны — от простых квестов на доставку до сложных заданий с моральным выбором и несколькими вариантами разрешения, способными повлиять на репутацию персонажа (от которой зависят реакция на него NPC и цены в магазинах) и дальнейшие события. При выборе путей решения встающих перед ним проблем игрок может довольно значительно отклониться от архетипа «героя», однако полноценный отыгрыш персонажа-«злодея» значительно ограничен рамками основного сюжета, не допускающими существенных вариаций. Полное прохождение игры с выполнением большинства побочных заданий занимает около 120—150 часов.

### Персонажи
Ключевым дизайнерским решением, отличавшим игру от классических компьютерных реализаций D&D серии Gold Box, является возможность создать только одного персонажа игрока, играющего основную роль в сюжете, — его смерть означает конец игры. Однако по ходу игры можно встретить и присоединить ещё до 5 персонажей, имеющих различные умения и обладающих уникальными личностными особенностями, влияющими на развитие сюжета. Выбор компаньонов оказывает значительное влияние на игровой процесс. Присутствующие в команде герои реагируют репликами и действиями на определённые события, в которых принимают участие, а также разговаривают между собой.
Всего в игре имеется более двух десятков персонажей, из которых игрок может сформировать свою команду искателей приключений, исходя из таких соображений, как мировоззрение главного героя, репутация группы, наличие в ней определённых персонажей и его собственные предпочтения. При этом потенциальные компаньоны имеют собственное мировоззрение и цели, расхождение которых с действиями игрока может вызвать конфликт, который разрешается различными способами, вплоть до боя насмерть. Состав команды может меняться по ходу игры, при этом присоединившийся персонаж получает уровень, соответствующий среднему уровню команды.
В игре присутствуют следующие основные персонажи, управляемые игроком:
- главный герой — сирота, воспитывающийся в Кэндлкипе приёмным отцом Горионом. По ходу игры он узнаёт, что является отпрыском бога убийц Баала и единокровным братом злодея Саревока. Этого персонажа игрок создаёт в начале игры. В новеллизации Филипа Этанса и официальных материалах Wizards of the Coast главный герой — человек-наёмник по имени Абдель Адриан[29][30].
- Имоен — молодая наивная девушка, ещё один приёмный ребёнок Гориона, которая также воспитывалась в Кэндлкипе и была лучшим другом главного героя. Она присоединяется к герою сразу после гибели Гориона и помогает ему по мере сил своими воровскими[англ.] навыками. Этот персонаж был добавлен в игру на позднем этапе, когда разработчики обнаружили, что все воры на начальном этапе игры — сплошь отрицательные персонажи, и создали Имоен, использовав наработки и озвучивание для другого героя. Зато во второй части Baldur’s Gate Имоен отведена центральная роль в сюжете, поскольку обнаруживается, что она также является потомком Баала[31].
- Кхалид и Джахейра — супружеская пара полуэльфов[англ.], состоящих в обществе Арфистов и являющихся друзьями Гориона. Они ожидают главного героя в Гостинице Дружеская Рука, куда их вызвал Горион для защиты его воспитанника от убийц Саревока. Кхалид является воином[англ.], Джахейра совмещает классы воина и друида[англ.]. Поскольку игра не допускала разделение пар компаньонов, игроки, не желавшие терпеть присутствие рядом с Джахейрой трусоватого и недостаточно сильного Кхалида, нередко отправляли его на верную смерть, что являлось одним из способов разделения пары[32].
- Минск — следопыт[англ.]-берсерк из далёкого Рашемена, прибывший на Побережье Мечей для прохождения инициации. Верным спутником Минска является «карликовый гигантский космический хомяк» Бу[23]. Образ Минска был включён в игру для выполнения функции «разрядки смехом». Озвучен Джимом Каммингсом и имеет русский акцент — такое решение связано с тем, что его имя совпадает с названием столицы Беларуси[33]. Персонаж понравился игрокам (не в последнюю очередь своими необычными возгласами во время сражений, а также самым высоким показателем силы среди доступных компаньонов) и стал одним из наиболее известных героев серии[32][33][34]. Его спутницей является Динахейр — наделённая способностями к боевой магии чародейка из Рашемена, которую Минск поклялся защищать в ходе прохождения инициации. Её заданием является сбор информации о детях Баала. Главный герой может спасти её из крепости гноллов, после чего она и Минск присоединяются к команде на постоянной основе[33].
- Эдвин — циничный маг-мизантроп[23], надменный и склонный к интригам[33]. Он является членом могущественной организации Алых Волшебников Тэя. Его задача — помешать ведьме Динахейр в выполнении её задания и не допустить осуществления планов Рашемена. При первой встрече он присоединяется к команде в обмен на обещание главного героя помочь убить Динахейр, что приводит к неизбежному конфликту с ней и Минском[33].
- Викония — представительница расы тёмных эльфов (дроу)[23], жрица[англ.] богини ночи Шар. Главный герой может спасти её от наёмников «Пламенного Кулака».

Прообразы большинства этих персонажей появились в настольных игровых кампаниях Dungeons & Dragons, «мастером подземелья» в которых был Джеймс Олин. Так, Минск и его хомяк Бу основаны на персонаже Кэмерона Тофера (помощник продюсера и ведущий программист MDK2) — психически нестабильном рейнджере из сеттинга Dark Sun, которому было дано имя по названию одного из городов, основываемых русскими в игре Civilization. Прообразом злодея Саревока также был один из персонажей кампании в мире Dark Sun — гладиатор, старший брат Минска, который часто становился целью враждебных заклинаний, заставлявших его атаковать своих же союзников. Однако все персонажи претерпели трансформации, прежде чем быть включёнными в игру, исходя из потребностей дизайнеров. Иногда эти трансформации были весьма значительными: так, Ксан, прообразом которого был воин-гитзераи, обладавший сопротивлением к магии и сокрушавший врагов двумя катанами (персонаж продюсера Бена Смедстеда), превратился в физически слабого мага, хотя должен был быть эльфийским воином: оказалось, что среди персонажей не хватает магов, и лишь у Ксана написанные для него диалоговые реплики были достаточно нейтральны по отношению к классу, чтобы не потребовалось внесения существенных изменений. Многие портреты персонажей, используемые в игре, были основаны на внешности разработчиков из BioWare: так, образ паладина Аянтиса основан на внешности Рея Музики, а портрет лучника Корана списан с Грега Зещука.
В сохранении, которое прилагается к дополнению Tales of the Sword Coast, отряд искателей приключений состоит из человека-воина по имени Абдель (главный герой), Имоен, Минска, Джахейры, Виконии и Эдвина. Однако в Baldur’s Gate II: Shadows of Amn начальными спутниками главного героя являются Имоен, Минск, Джахейра, Кхалид и Динахейр, при этом последние двое погибают уже в самом начале игры.

## Звук
Саундтрек игры был создан немецким композитором Михаэлем Хенигом, который также написал музыку для второй части игры. В 1999 году компакт-диск с музыкой из Baldur’s Gate и дополнения Tales of the Sword Coast прилагался к сборнику-переизданию Baldur’s Gate: The Original Saga, включавшему оригинальную игру и дополнение. В основном саундтрек состоит из эпических оркестровых композиций.
В обзорах игры указывалось на высокое качество музыкального оформления.
| №   | Название                       | Длительность |
| --- | ------------------------------ | ------------ |
| 1.  | «Main Theme»                   | 1:35         |
| 2.  | «The Stage Is Set»             | 1:29         |
| 3.  | «Candlekeep»                   | 2:33         |
| 4.  | «Attacked By Assassins»        | 1:36         |
| 5.  | «Leaving Home»                 | 2:03         |
| 6.  | «Gorion's Battle»              | 1:14         |
| 7.  | «Exploring The Plains»         | 1:28         |
| 8.  | «Hobgoblins And Worgs»         | 0:48         |
| 9.  | «Night On The Plains»          | 2:12         |
| 10. | «The Gibberling Horde»         | 1:30         |
| 11. | «Helm's Temple»                | 0:46         |
| 12. | «The Ruins Of Ulcaster»        | 3:17         |
| 13. | «Swords Against Darkness»      | 1:11         |
| 14. | «Safe In Beregost»             | 1:41         |
| 15. | «The Beregost Night»           | 1:36         |
| 16. | «Attacked By Bounty Hunters»   | 1:51         |
| 17. | «Cloakwood Forest»             | 1:59         |
| 18. | «Giant Spiders»                | 1:18         |
| 19. | «Night In Cloakwood»           | 1:29         |
| 20. | «From Out Of The Storm»        | 1:22         |
| 21. | «The Friendly Arms Inn»        | 1:32         |
| 22. | «The Dream»                    | 2:03         |
| 23. | «Stealth In The Bandit Camp»   | 1:41         |
| 24. | «Bandit Melee»                 | 1:35         |
| 25. | «Entering Baldur's Gate»       | 1:11         |
| 26. | «Streets Of The City»          | 0:55         |
| 27. | «Night Falls On Baldur's Gate» | 2:10         |
| 28. | «The Lady's House»             | 0:59         |
| 29. | «Down To The Sewers»           | 3:03         |
| 30. | «Fighting For Survival»        | 1:24         |
| 31. | «Ever Deeper»                  | 2:01         |
| 32. | «The Last Battle»              | 1:05         |
| 33. | «End Of The Quest»             | 2:13         |

## Разработка и выпуск
Компания BioWare начала работу над своим первым проектом, симулятором боевого робота Shattered Steel в 1995 году. Планировалось, что игра будет издана Interplay. Параллельно в том же году была начата работа над ещё одним проектом, рабочим названием которого было Battleground Infinity. По первоначальному замыслу создателей, это должна была быть MMO с видом сверху в фэнтези-вселенной, в центре сюжета которой находилась война богов из разных пантеонов (скандинавского, египетского, греческого и римского) в ходе Рагнарёка — конца света из скандинавской мифологии. Игрок должен был выбрать пантеон, мир и создать персонажа, который отвоюет себе место среди богов, сражаясь против других игроков. Основные элементы, на которые авторы собирались делать упор, — это исследование большого мира, сражения, в которых необходимо было планировать и подбирать верную тактику, яркие персонажи с собственными личностями и развитие героев по мере прохождения игры. Источниками вдохновения для разработчиков служили игры серии Ultima, Jagged Alliance, Realms of Arkania, а также стратегии Command & Conquer и Warcraft. Отдельно разработчики отмечали влияние своей любимой RPG для компьютера Apple II Wasteland, из которой была заимствована идея включить в игру несколько путей, ведущих к достижению цели.
Решение разрабатывать компьютерную ролевую игру было довольно смелым: жанр западных CRPG считался мёртвым. Большая часть успешных ролевых проектов в этот период выпускалась японскими разработчиками, причём на приставках, а не на компьютерах. Для того, чтобы привлечь внимание издателей, компании был нужен прототип, который бы произвёл хорошее впечатление. 

Снимок экрана демо-версии Battlegrounds Infinity

Техническим ядром разрабатываемой игры стал движок Infinity Engine, который создавался с нуля с использованием нового API DirectX (на момент начала разработки — версии 3.0). Для упрощения отладки в игру была включена поддержка сценарного языка программирования Lua. Для создания трёхмерных графических объектов использовался инструментарий 3D Studio. На этом этапе разработка практически полностью велась в подвале дома Грега Зещука. Однако в январе 1996 компания переехала в небольшой арендованный офис и для работы над игрой был нанят первый официальный сотрудник BioWare — программист Скотт Грейг. В ходе экспериментов с SDK DirectX Грейг нашёл способ использовать в качестве фона для действия игры не набор тайлов, а нарисованное в Photoshop растровое изображение высокого разрешения, которое отображалось в полноэкранном режиме и могло прокручиваться. Это открывало возможности создания детализированных фонов, по которым могли передвигаться персонажи. Однако это означало, что для игры потребуется несколько компакт-дисков, на которых будет храниться графика, о чём Грейг сообщил Рэю Музыке. Услышав, что получится обойтись 4-5 дисками, Музыка одобрил дальнейшую работу в этом направлении.
Уже в январе 1996 года была готова техническая демоверсия Battleground Infinity. Сюжетная часть не была проработана вовсе, зато в полной мере демонстрировались графические возможности движка. Демоверсия была разослана нескольким издателям (в частности, Sir-Tech и Westwood) и привлекла внимание продюсера Interplay Фергюса Уркхарта, который в это время работал совместно с BioWare над их первой игрой и был недавно назначен главой подразделения, занимавшегося разработкой ролевых игр по лицензии от TSR (позже получившего название Black Isle Studios). По мере того, как работа над Shattered Steel перешла на завершающий этап, Уркхарт с Зещуком и Реем Музикой встретились для обсуждения дальнейших перспектив. Хотя изначально в Interplay скептически отнеслись к новому проекту BioWare, Уркхарт показал демо Battleground Infinity вице-президенту Триш Райт и генеральному директору Брайану Фарго, которые решили, что лицензия Interplay на систему Advanced Dungeons & Dragons (AD&D) как нельзя лучше подходит для ролевой игры с элементами стратегии в реальном времени. В итоге было принято решение переместить действие игры во вселенную Forgotten Realms и создать более простую однопользовательскую ролевую, а не многопользовательскую онлайн-игру. Продюсером игры от Interplay стал Крис Паркер. Со сменой концепции пришлось изменить и название проекта: предлагались варианты Bloodline и Iron Throne (что вызывало у Трента Остера туалетные ассоциации), однако в итоге Уркхарт предложил название Baldur’s Gate, под которым игра в конечном счёте и вышла.
Команда, которая занималась разработкой игры, состояла в основном из людей, не имевших за плечами ни одного выпущенного игрового проекта. Несмотря на то, что некоторые разработчики имели домашние хобби-проекты и увлекались демосценой, многие программисты, в частности Марк Дарра, отвечавший за игровой процесс, боевой движок и диалоговую систему, едва успели окончить школу, и Baldur’s Gate стал для них первым серьёзным проектом. Основатель BioWare Рей Музика выступал в качестве продюсера, Джеймс Олин был назначен ведущим разработчиком, Джон Галлахер — главным художником. Эта команда разнопрофильных специалистов составляла ядро проекта и принимала ключевые решения о его дизайне. В качестве писателя-сценариста был нанят Лукас Кристьянсон — хотя он до этого не зарабатывал профессиональным литературным трудом, он имел университетское образование по английскому языку и впечатлил продюсера BioWare Бена Смедстада своей «гик-коллекцией». Как отмечал Олин, «магия BioWare», позволявшая достигать успеха, в тот период заключалась в том, что руководство находило правильных людей для решения задач и давало им максимальные полномочия для решения проблемы. Одним из художников проекта стал кандидат, которого приняли на работу, посмотрев на нарисованный им на салфетке рисунок. Позже он стал арт-директором Bioware Montreal. Команда работала в тесном взаимодействии: любой её член интересовался не только своей сферой работы, но и вникал в дела других, что давало возможность всем внести свой вклад в любой аспект игры.
Создатели Baldur’s Gate стремились максимально точно реализовать правила настольной игры в своём проекте, сделав это своей основной задачей. Джеймс Олин имел значительный опыт игры в настольную AD&D и в ходе разработки изучил все источники, связанные с сеттингом Forgotten Realms, вплоть до коротких рассказов. Местом действия его настольных игр был регион Побережья Мечей, поэтому именно он был выбран в качестве места действия игры. Город Врата Балдура, давший название игре, был мало описан в игровых руководствах и художественных книгах по вселенной Forgotten Realms, поэтому разработчики могли свободно строить вокруг него эпический сюжет, не упираясь в жёсткие рамки канона. В то же время наиболее известные персонажи, такие как Дриззт До’Урден и Эльминстер, эпизодически появлялись в игре, чтобы порадовать игроков, знакомых с сеттингом, — однако каждое такое появление должно было согласовываться с Wizards of the Coast.
Для того, чтобы обеспечить точное соответствие исходному материалу, разработчиков консультировал основной автор Forgotten Realms Эд Гринвуд. Кроме того, разработчики посредством интернет-форумов поддерживали связь с любителями ролевых игр, что давало сообществу игроков возможность оказать влияние на разработку. В то же время разработчики не стремились создавать «серьёзное фэнтези для серьёзных людей»: их видение было ближе к симуляции опыта ролевой игры за кухонным столом, чем к реалистичному изображению средневекового мира.
Основная сценарная работа легла на плечи Лукаса Кристьянсона — он написал около 70% игровых текстов, общий объём которых насчитывал примерно 800 тысяч слов. Концепции персонажей разрабатывал Олин, однако зачастую это были лишь общие идеи, которые приходилось детализировать Кристьянсону. Так, по словам Кристьянсона, персонаж рейнджера Минска изначально характеризовался просто как «парень с травмой головы и хомяком». В своей работе Лукас делал акцент на «контролируемый хаос партии с разными личностями» персонажей, которые конфликтуют между собой или следуют сюжетной линии. Именно это, по его мнению, позволяло передать дух настольной игры с группой друзей в компьютерной однопользовательской игре. Кристьянсон, основываясь на своём опыте игр в настольное D&D, стремился создать персонажей, разнообразных в том числе по расе и гендеру, поскольку это позволяло каждому персонажу внести свой набор странностей.
Боевая система с управляемой паузой стала результатом компромисса между Реем Музикой, который хотел дать игрокам возможность тщательно продумывать свои действия, как в настольных играх и классических компьютерных RPG серии Gold Box, и Джеймсом Олином, который настаивал на применении управления в реальном времени, хорошо показавшего себя в таких играх, как Warcraft и Diablo. Итоговый вариант управления стал результатом итеративного процесса разработки и тестирования и оказался не похож ни на пошаговые игры, такие как Fallout, ни на работавшие в реальном времени игры Blizzard. Возможность продумать комплексный план действий, наблюдать за его исполнением и вносить корректировки в случае, если что-то идёт не так, добавила глубины игровому процессу без значительного усложнения программного кода и обеспечила бо́льшую сбалансированность игрового процесса.
Негативным аспектом разработки игры по лицензии AD&D стала необходимость следовать установкам правообладателя, в том числе этического характера. Это ограничивало разработчиков в возможностях по развитию сюжетной линии, подходящей для злых персонажей. Основная сюжетная линия в итоге оказалась ориентированной на добрых и нейтральных персонажей, а выбор «злого» пути во многих случаях оказался сведён к простой жадности.
На Baldur’s Gate возлагались большие ожидания, связанные с обещаниями разработчиков обеспечить сочетание игрового процесса старой школы компьютерных ролевых игр с современными графическими технологиями. Хотя демо-версия Battlegrounds: Infinity и впечатлила издателя своей технической основой, Скотту Грейгу предстояло ещё немало работы, в том числе над инструментами, облегчающими работу художников и дизайнеров. Одним из ключевых компонентов, во многом определившим облик будущей игры, стал редактор диалогов, позволяющий создавать разветвлённые сценарии взаимодействия с NPC. Разработка игрового движка основывалась на опыте Уркхарта и Паркера, которые при разработке Fallout столкнулись с проблемами, которые создавало отсутствие стандартизированного инструментария. По их совету, программисты BioWare работали над специализированными редакторами игровых предметов, персонажей и областей, которые позволяли создавать файлы данных унифицированных форматов. Создание универсального игрового движка было одним из приоритетов руководителей BioWare, которые хотели лицензировать его сторонним разработчикам. Кроме того, уже на ранних этапах разработки было решено, что игра будет охватывать лишь начальный этап «карьеры» персонажа игрока, которую, в случае успеха игры, планировалось развивать в регулярно выпускаемых дополнениях.
Значительных ресурсов потребовала работа над игровой графикой. Подготовкой концепт-артов занимался художник Джон Галлахер, создававший детально проработанные рисунки в изометрической перспективе, которая использовалась игрой. Общая карта представленной в игре части Побережья Мечей была разделена на участки, после чего для каждого из них был нарисован уникальный задний фон. Игра использовала пререндеринг игровых областей: сложные комбинации фонов и трёхмерных элементов с динамическим освещением не могли отображаться компьютерами того времени, и требовалось сперва подготовить двухмерное статическое изображение задника, поверх которого отрисовывались движущиеся персонажи. Такой подход вызывал трудности, которые приходилось преодолевать команде: так, из-за того, что художники, работавшие над объектами и персонажами не согласовали размер графических ресурсов, в один момент кусты оказались такого же масштаба, что и персонажи, что потребовало переделки сотен уже отрисованных элементов.
Особенно сложным было создание главного города Врата Балдура. Он должен был быть достаточно реалистичным, похожим на города средневековой Англии, и обеспечивать достаточный простор для игрока, решившего исследовать каждый его закоулок. Город состоял из девяти игровых областей, каждая с отдельной версией фона для дневного и ночного времени суток, с открытыми и закрытыми дверями. Общее число фонов, таким образом, составило 36. Если объединить все эти области в одно изображение, его размеры составили бы 23040×17280 пикселей (примерно 0,4 гигапикселя). Стена, окружавшая город, состояла из 215 объектов с 30 различными текстурами, а внутри неё находилось множество уникальных зданий, большинство из которых включало 3—4 этажа специально создаваемых интерьеров. Для создания образа процветающего и активно живущего своей жизнью города добавлялись дополнительные объекты, такие как бочки, ящики, тележки и фонари. Общее число объектов в одной области достигало 800—1000. Число источников света в ночных версиях областей, размещавшихся в дверных проёмах, окнах, на стенах зданий и фонарях, достигало 300.
Визуализация таких масштабных игровых областей требовала крайне значительных (на тот момент) вычислительных ресурсов: на компьютерах с двумя процессорами Pentium Pro с частотой 180 МГц и 256 мегабайтами памяти одна область обсчитывалась от 22 до 40 часов, требуя до гигабайта виртуальной памяти. Для эффективной работы над ресурсами игры потребовалось создание новых способов визуализации, позволяющих задействовать кластер из нескольких компьютеров. Окончательный размер фонового изображения игровой области составлял до 4000×3000 пикселей. Обеспечить производительность при обработке таких объёмов данных помогли навыки Скотта Грейга, связанные с программированием баз данных.
Именно графические файлы занимают большую часть места на дисках с игрой. Игра была выпущена на пяти компакт-дисках — весьма значительный и фактически беспрецедентный для ролевой игры того периода объём контента. Определённую долю этого объёма занимают озвученные реплики персонажей, запись которых потребовала 6,5 дней студийного времени.

### Подготовка к выпуску
Эксперименты с новыми возможностями технологий и эпический размах событий игры значительно усложнили и удлинили разработку. Изначально в BioWare рассчитывали выпустить игру в 1996 году, затем, когда проект взяла под крыло компания Interplay, в официальном пресс-релизе датой выхода игры назывался февраль 1997 года. Позже игра переносилась ещё несколько раз — на сентябрь 1997 года, лето 1998 года и, наконец, на рождественские праздники 1998 года. Даже после многочисленных отсрочек разработчики не успели реализовать многие свои идеи из-за необходимости одновременно работать над движком и созданием игрового контента, им пришлось упростить некоторые зоны и элементы игрового дизайна.
На довольно позднем этапе разработки, уже в 1998 году, Паркер и Уркхарт потребовали от BioWare добавить в игру многопользовательский режим. Эта задача была успешно решена, несмотря на то, что разработчики никогда не занимались созданием онлайн-игр, хотя и потребовала дополнительного финансирования. Из-за недостаточного опыта разработчиков многие проблемы приходилось решать методом «грубой силы». По оценкам Рея Музики, трудоёмкость разработки составила 90 человеко-лет. Под конец разработки команда разрослась до 60 человек (что для того периода было довольно много).
За несколько месяцев до выпуска игры тестировщики из Interplay сообщили, что многие игровые области ощущаются как пустые. Разработчикам пришлось в спешном порядке добавлять новые квесты, предметы и персонажей. Разработка и тестирование велись в режиме «кранча»: продолжительность рабочего дня превышала 12—14 часов, и некоторые сотрудники BioWare даже не уходили домой, чтобы поспать. Чтобы выплачивать зарплату разработчикам, Музика и Зещук были также вынуждены продолжать заниматься медицинской практикой.
Interplay не ожидала, что Baldur’s Gate будет продаваться хорошо, и потому не считала нужным вкладывать значительные ресурсы в маркетинг проекта. Изначально даже не планировался запуск веб-сайта для нового проекта — он был создан только по личной инициативе Криса Паркера, который сам подготовил в Dreamweaver полноценный дизайн на основе присланной из BioWare графики. Одним из каналов маркетинга стала активность сотрудников BioWare в Usenet и на форумах, посвящённых D&D, где они отвечали на вопросы и сообщали новости о разработке. Это породило интерес к игре у целевой аудитории, вылившийся впоследствии в стимулирование спроса благодаря «сарафанному радио».

### Выпуск и продажи
Игра «ушла на золото» 17 декабря 1998 года и официально вышла 21 декабря. Результатом напряжённой работы стал качественный продукт, заслуживший одобрение критиков и любовь игроков. Вокруг Baldur’s Gate сформировалось устойчивое сообщество, занимающееся выпуском улучшений и пользовательских дополнений. По мнению разработчиков и журналистов, выход игры вдохнул новую жизнь в жанр «западных» ролевых игр, который издатели считали «нишевым», не способным приносить существенный доход и потому непривлекательным с точки зрения финансирования разработки новых проектов. Вопреки скептицизму издателя, спрос на игру был высоким. В первые дни после начала продаж практически все копии, оказавшиеся на полках магазинов, были раскуплены, и желающие приобрести новинку испытывали затруднения, пока поставки не были налажены. С коммерческой точки зрения игра оказалась успешной.
В первые две недели после выпуска было продано 175 тысяч копий игры по всему миру, и она вышла на первую позицию в чартах продаж в Великобритании, Германии, Канаде, США и Франции по итогам периода новогодних праздников. К февралю 1999 года число проданных копий достигло 500 тысяч, к июню — 700 тысяч, а к ноябрю — 1 миллиона, что на тот момент было рекордным показателем для игр данного жанра. На 2001 год продажи достигли показателя 1,5 миллиона копий, а окончательный итог в 2003 году составил 2,2 миллиона.
В США в 1998 году была продана 55 071 копия, а в 1999 — 356 448 копий, что поставило игру на девятое место в списке бестселлеров 1999 года. По валовому доходу игра вышла на седьмое место по стране с выручкой от продаж, составившей 15,7 миллиона долларов. К августу 2000 года было продано более 500 тысяч копий. В Польше Baldur’s Gate, локализация которой была одним из первых проектов молодой команды CD Projekt, была продана тиражом 18 тысяч копий, что было весьма значительным показателем для польского рынка, наполненного в тот момент нелицензионной продукцией.

### Дополнение и переиздания
Практически сразу BioWare начала разработку дополнения под названием Tales of the Sword Coast. В нём они хотели сделать акцент на традиционном для настольных ролевых игр исследовании «подземелий», которые упомянуты в первом слове названия ролевой системы Dungeons & Dragons. Выпуск дополнения состоялся 5 мая 1999 года, через четыре с небольшим месяца после начала продаж основной игры. В нём присутствуют четыре новых побочных задания, новые области, доступные для исследования, заклинания, предметы экипировки, а также небольшие улучшения игрового процесса и интерфейса. Продажи Tales of the Sword Coast были довольно хорошими: оно дебютировало на первой позиции чарта продаж компьютерных игр PC Data за период со 2 по 8 мая 1999 года, оставив за собой это место и на следующей неделе. Всего к концу 2003 года было продано более 600 тысяч копий пакета дополнений.
Дополнение было благосклонно воспринято критикой, хотя определённо и не дотягивало до полноценного продолжения игры. Оно было номинантом наград «Дополнение года» (1999) от Computer Games Strategy Plus и «Лучший пакет дополнения» от GameSpot, но уступило первую из этих наград дополнению Heroes of Might and Magic III: Armageddon's Blade, а вторую — Half-Life: Opposing Force.
В 2000 году Baldur’s Gate была выпущена для компьютеров Apple под управлением Mac OS. Также планировалось выпустить Baldur’s Gate на игровых консолях. Версия для приставки Sony Playstation разрабатывалась Runecraft. Несмотря на довольно значительный объём проделанной работы (игру можно было пройти от начала до конца), в связи с затянувшимися сроками разработки и окончанием жизненного цикла приставки выпуск, намеченный на весну 2000 года, был отменён. Образы дисков, содержащие незавершённую игру, позднее стали доступны в интернете. Предполагалось также, что игра будет портирована на приставку Sega Dreamcast с поддержкой многопользовательского режима SegaNet, однако в конце 2000 года разработка была отменена без объяснения причин.
Игра многократно переиздавалась в составе сборников и компиляций. Baldur’s Gate была повторно выпущена в 2000 году вместе с Tales of Sword Coast под названием Baldur’s Gate Double Pack, а также в 2002 году в составе трёхдискового сборника Baldur’s Gate: The Original Saga. Кроме того, в 2002 году Baldur’s Gate вместе с дополнением, а также играми Icewind Dale, Icewind Dale: Heart of Winter и Planescape: Torment была выпущена в составе Black Isle Compilation. Этот сборник был повторно издан в 2004 году, когда в него вошла также Icewind Dale II. В последующие годы все игры серии Baldur’s Gate для компьютеров были выпущены Atari как Baldur’s Gate 4 in 1 Boxset.
Цифровой релиз Baldur’s Gate и дополнения состоялся в сервисе цифровой дистрибуции GOG 23 сентября 2010 года. Игра также продавалась в интернет-магазине GameStop App в составе D&D Anthology: The Master Collection, включавшей дополнение Baldur's Gate: Tales of the Sword Coast и другие игры (Baldur's Gate II: Shadows of Amn, Baldur's Gate II: Throne of Bhaal, Icewind Dale, Icewind Dale: Heart of Winter, Icewind Dale: Trials of the Luremaster, Icewind Dale II, Planescape: Torment и The Temple of Elemental Evil).

### Baldur’s Gate: Enhanced Edition
28 ноября 2012 года компании Beamdog, Overhaul Games и Atari выпустили улучшенное переиздание игры. В Baldur’s Gate: Enhanced Edition вошла не только оригинальная игра, но и дополнение Tales of the Sword Coast. Игра основана на доработанном Infinity Engine. Интерфейс был перерисован и адаптирован под современные игровые платформы, однако графические улучшения оказались невозможными из-за того, что не сохранились исходные материалы (3D-модели и анимации). Были добавлены новые персонажи и задания, а также выпущены порты игры для Linux и macOS. 7 декабря 2012 года адаптированная для планшетных компьютеров версия игры была выпущена для iOS, а 17 апреля 2014 года и на Android. 15 октября 2019 года были также выпущены версии для игровых приставок Xbox One, PlayStation 4 и Nintendo Switch.
31 марта 2016 года Beamdog выпустила дополнение для данного переиздания — кампанию Baldur's Gate: Siege of Dragonspear, сюжет которой заполнял пробел между событиями первой и второй частей Baldur’s Gate. Тем самым была сделана заявка на своеобразный рекорд — выпуск официального дополнения к игре спустя почти 18 лет после её выхода в свет.

## Восприятие
| Сводный рейтинг | Сводный рейтинг |
| Агрегатор | Оценка          |
| --- | --------------- |
| GameRankings | 91,94 %         |
| Metacritic | 91/100          |
| «Критиканство» | 98/100          |
| Иноязычные издания |                 |
| Издание | Оценка          |
| CGW | [ 11 ]          |
| GameSpot | 9,2/10          |
| IGN | 9,4/10          |
| PC Gamer (US) | 94 %            |
| Русскоязычные издания |                 |
| Издание | Оценка          |
| Absolute Games | 99 %            |
| Game.EXE | 5/5             |
| «Игромания» | 10/10           |
| «НИМ» | 9,6/10          |
| «Страна игр» | 9/10            |
| Награды |                 |
| Издание | Награда         |
| Игра года — 1998: Computer Games Magazine · IGN · RPG Vault · Games Domain · CNET Gamecenter |                 |
| RPG года - 1998: Академия интерактивных искусств и наук · Академия приключенческих игр · Game Developers Conference · Computer Gaming World · Computer Games Strategy Plus · IGN · RPG Vault · PC Gamer US · GameSpot · CNET Gamecenter · The Adrenaline Vault · Game.EXE |                 |

Игроки и критики возлагали большие ожидания на Baldur’s Gate. Для фанатов классических ролевых игр она была первым за несколько лет качественным проектом, использующим систему AD&D, в то время считавшуюся наиболее влиятельной. Интерес ещё одной части игроков вызывало использование передовых технологий, таких как детальная полноцветная графика, поддержка трёхмерного звука и многопользовательской игры через локальную сеть и интернет.
Ожидания оказались оправданы. Игра была одинаково хорошо принята как игроками, так и критиками. Многие издания назвали Baldur’s Gate лучшей ролевой игрой года, некоторые присудили ей звание лучшей игры года вне зависимости от жанра. Американское издание PC Gamer написало, что Baldur’s Gate — «игра мечты» для любого поклонника жанра ролевых игр и может приобщить к этому жанру новых игроков. Обозреватель журнала писал, что Baldur’s Gate превосходит все существовавшие на момент выхода ролевые игры и задаёт новый стандарт для будущих проектов. Сайт IGN отметил, что из всех компьютерных игр в Baldur’s Gate на момент её выхода была лучшая реализация правил D&D, а сама игра стала «лучшим, что случалось в жанре ролевых игр за долгое время», и задала новый стандарт качества для жанра. Обозреватель рекомендовал Baldur’s Gate всем поклонникам фэнтези, ролевых и приключенческих игр. Аналогичные выводы делались и сайтом GameSpy, где указывалось, что Baldur’s Gate возродила жанр компьютерных ролевых игр и позволила фанатам D&D простить Interplay за неудачную игру Descent to Undermountain, вышедшую ранее. Спустя 12 лет после выпуска Baldur’s Gate журнал «PC Игры» назвал её «самой, наверное, важной компьютерной D&D игрой в истории».
Достоинством игры, отмеченным критиками, стала точная передача правил AD&D, которая в то же время не перегружает неопытных игроков необходимостью вникать в сложные правила, ненужные им детали и численные показатели бросков игральной кости. При этом, как писал Computer Gaming World, выгодным отличием от многих аналогов стало присутствие начальных обучающих квестов, помогающих игроку освоиться с интерфейсом и игровыми механиками. Критики отмечали, что Baldur’s Gate впервые смогла перенести в компьютерный формат такие типичные для настольных игр особенности и детали, как реакция второстепенных персонажей на действия игрока, возможность выбора вариантов действий и реплик в диалогах, отражающих мировоззрение персонажа, учёт взаимного расположения персонажей в пространстве в ходе сражений, влияние мировоззрения и атрибутов персонажей на их взаимоотношения и тому подобное. Однако уже тогда обозреватели некоторых изданий (например, GameSpot и «Страны игр») отмечали, что правила AD&D, которым была вынуждена следовать BioWare, содержат множество архаичных положений, таких как фиксируемые в начале игры значения характеристик персонажа, система повреждений, основанная исключительно на очках здоровья, негибкая «вэнсовская» система заклинаний, и являются неидеальным вариантом для компьютерной ролевой игры. В ретроспективном обзоре журнала «PC Игры» указывалось на высокую сложность игры, связанную с высокой ролью случайных факторов на начальном этапе и необходимостью освоения механик Dungeons & Dragons.
Вызвавшие изначально сомнения у опытных игроков решение отказаться от пошаговой организации игрового процесса и переход к действию в реальном времени в итоге позволили объединить динамизм стратегий в реальном времени с тактической глубиной, типичной для ролевых игр на основе AD&D (в частности, серии Gold Box). Такая гибридная модель боя была воспринята критикой и игроками крайне позитивно и стала центральной во всей серии игр, основанных на Infinity Engine.
Мэтт Бартон отметил сложный и комплексный характер сюжета игры, правдоподобно рассказывающего о политических интригах и избегающего типичных для компьютерных ролевых игр чёрно-белых моральных стереотипов. В то же время обозреватель GameSpot подверг критике способ подачи сюжета, не предполагающий сложного взаимодействия с NPC и основанный на текстовых вставках, показываемых при переходе из главы в главу: в сочетании с частыми боями, по его мнению, это делало игру больше похожей на hack and slash, чем на сюжетную RPG.
Как несомненное достоинство игры, ставшее важной составляющей её успеха, критики отметили выполненную на высоком уровне проработку личности и историй второстепенных персонажей. В рецензии журнала «Игромания» указывалось на наличие у игры собственной атмосферы, создаваемой за счёт детализации окружения и разнообразия доступных для исследования мест, наличия предыстории у персонажей и магических предметов, развития сюжетной линии и возможности встретиться (и помериться силами) с известными персонажами Forgotten Realms Обозревателями GameSpot и Maximum PC отмечалась высокая реиграбельность, связанная как с разнообразием побочных заданий, так и с возможностью увидеть взаимодействие различных потенциальных компаньонов.
Во многих отзывах критиков похвал было удостоено и техническое исполнение игры: графическое решение с вручную проработанными уникальными фонами игровых локаций, передача перепадов высоты (обрывов и водопадов), отображение используемых персонажами предметов, эффекты заклинаний, смена дня и ночи, погодные эффекты. В то же время отмечались и отдельные недостатки: так, в Maximum PC говорилось о контрасте между пикселизованными изображениями персонажей и скудной детализацией и недостаточным разнообразием рисованных фонов, «Навигатор игрового мира» писал про «дёрганость» анимации, а в GameSpot указывалось на использование фиксированного разрешения 640×480, не позволяющего чётко передать мелкие детали, а также отсутствие эффектов динамического освещения, не позволившее включить в игру моделирование источников света, таких как факелы или заклинания. Кроме того, это издание описывало также и некоторые недоработки, связанные с интерфейсом пользователя: например, отсутствие возможности создавать собственные маркеры на карте, а также сложности с поиском нужной информации в журнале персонажа. В числе других мелких, но раздражающих игрока недоработок «Игромания» называла отсутствие возможности автоматически использовать лечащие заклинания при отдыхе, необходимость вручную объединять однотипные предметы в рюкзаке персонажей, а Computer Gaming World — то, что персонажи после долгих путешествий с использованием глобальной карты приходят в пункт назначения уставшими, хотя логичнее было бы включить во время перемещения задержки для отдыха.
При рассмотрении звукового оформления критиками отмечалась поддержка эффектов EAX 3D, таких как эхо от озвученных реплик персонажей в пещерах и объёмное звучание грома. Обозреватели журнала Game.EXE отметили, что умело использованные звуковые эффекты выступают полноценным каналом, позволяющим игроку получить информацию о ходе сражения, даже не глядя на происходящее на экране. Было отмечено и динамическое музыкальное оформление, подстраивающееся под игровую ситуацию. Похвалы обозревателей, в частности журнала «Навигатор игрового мира», заслужили и другие составляющие звукового оформления, такие как звуки окружающего мира и речь персонажей.
Предметом критики стали наличие в релизной версии игры багов, недостатки в алгоритме поиска пути и низкий ИИ врагов. Изначально также возникали проблемы совместимости со многими графическими адаптерами и проблемы с производительностью. Эти недостатки были исправлены патчами и отсутствуют в переизданиях игры. Кроме того, отмечалось, что некоторые задания довольно скучны. Смешанные оценки получил многопользовательский режим: IGN отмечалась меньшая стабильность игры, а также сильная зависимость результата от состава и сплочённости команды игроков. Кроме того, GameSpot писал, что в этом режиме заметным становится неравенство между главным персонажем, вокруг которого закручивается сюжет, и остальными, которым отводится вспомогательная роль. В качестве ещё одного недостатка обозреватель Game.EXE упомянул то, что все игроки вынуждены бездействовать, пока один из них разговаривает с NPC. Всё же поддержка режима с несколькими игроками, несмотря на неполную проработку и наличие ошибок, положительно повлияла на способность Baldur’s Gate конкурировать с ближайшим соперником Diablo, содержавшим чрезвычайно успешный многопользовательский режим Battle.net.
На общем фоне положительных отзывов выделялась опубликованная в апреле 1999 года критическая статья в журнале Computer Gaming World. Постоянный автор раздела приключенческих и ролевых игр, известная лишь под псевдонимом Скорпия (англ. Scorpia), заработала себе репутацию непримиримого критика своими жёсткими рецензиями. В этом тоне выдержан и обзор Baldur’s Gate. О гибридной системе боя было сказано, что использование паузы разрывает действие и делает игровой процесс дёрганым, а в реальном времени невозможно чётко управлять шестью персонажами одновременно. Сюжет она описала как имеющий интересную завязку, но приобретающий механический характер движения из точки в точку ближе к концу. Исследование побочных областей и выполнение второстепенных заданий было охарактеризовано как «нудное», особенно с учётом того, что прямое следование основной сюжетной линии без отвлечений приводило к тому, что управляемые игроком персонажи оказывались недостаточно сильны, чтобы победить противников. Сами побочные задания были оценены как «муторные», а диалоги с персонажами — как зачастую ужасные. Названы и более мелкие недостатки, такие как отсутствие компаньона-мага с добрым или нейтральным мировоззрением, способного использовать все основные заклинания, плохой искусственный интеллект NPC и даже слишком частое, по мнению Scorpia, выпадение небольших значений в результате бросков кубиков, затягивающее бой. При этом крайне высоко был оценён потенциал многопользовательского режима игры, в котором каждый игрок управляет своим персонажем, а однопользовательский режим рекомендовалось рассматривать лишь как возможность ознакомиться с игрой и подготовить персонажа для игры с друзьями. Редколлегия журнала оценила игру совсем иначе, признав её в том же выпуске лучшей компьютерной ролевой игрой 1998 года. Вскоре после этого журнал прекратил сотрудничество со Скорпией.
Помимо упомянутой выше, Baldur’s Gate получила и другие премии и награды — в общей сложности 6 наград «Игра года» и 12 «Ролевая игра года». В частности, лучшей компьютерной ролевой игрой года её признали Академия интерактивных искусств и наук, Академия приключенческих игр, Game Developers Conference, издания Computer Games Strategy Plus, IGN, RPG Vault, CNET Gamecenter, The Adrenaline Vault, PC Gamer US и GameSpot, а также российское издание Game.EXE. IGN, Computer Games Magazine, Games Domain, CNET Gamecenter и RPG Vault присвоили Baldur’s Gate общую награду «Игра года».

## Наследие
По словам продюсера Бена Смедстада, очень хорошие продажи первой части сделали выпуск продолжения практически неизбежным, и его разработка началась в январе 1999 года, а официальный анонс состоялся в ноябре 1999 года. Получившая название Baldur’s Gate II: Shadows of Amn игра была выпущена в 2000 году. Вторая часть продолжала сюжет Baldur’s Gate и использовала тот же, хотя и немного доработанный, игровой движок и правила второй редакции AD&D. Baldur’s Gate II, получившая большое число наград и восторженные отзывы игроков и критиков, считается одной из лучших компьютерных ролевых игр. В 2002 году было издано дополнение Baldur’s Gate II: Throne of Bhaal, завершавшее сюжетную линию, начатую в Baldur’s Gate.
Планировался и выпуск третьей части серии, уже не объединённой с предыдущими общим сюжетом, однако после того, как Baldur’s Gate III: The Black Hound, разрабатываемая Black Isle Studios, в 2003 году была отменена, выход новой «номерной» части серии Baldur's Gate оказался отложен на неопределённый срок. Вновь Baldur’s Gate III была анонсирована лишь в 2019 году. Разработчиком стала компания Larian Studios. 6 октября 2020 года эта игра была выпущена в раннем доступе, а окончательный релиз состоялся 3 августа 2023 года.
Baldur's Gate стала первым элементом одноимённой медиафраншизы. Новеллизация событий игры была осуществлена Филипом Этансом. Первая книга серии Forgotten Realms: Baldur’s Gate была опубликована в июле 1999 года. В октябре 1999 года она попала в список бестселлеров журнала Locus в категории книг по игровым вселенным. В то же время критиками данное произведение было оценено негативно ввиду неточной передачи событий игры и характеров персонажей, которая сочеталась с невысокими литературными качествами текста. По воспоминаниям самого Этанса, он практически не контактировал с разработчиками игры. Ему были предоставлены таблица Excel с описаниями персонажей и блок-схема развития сюжета (которая соответствовала достаточно раннему этапу разработки игры). Всё общение автора с разработчиками происходило через контакты в Interplay. Хотя Этанс рассчитывал, что предоставленный им издателю черновой вариант книги будет скорректирован редакторами и разработчиками, последние так и не предложили никаких поправок. Первую бета-версию игры писатель получил, только когда книга уже ушла в печать, и негативная реакция читателей стала для него в какой-то мере ожидаемой.
Кроме того, были выпущены имевшие самостоятельный сюжет игры Baldur’s Gate: Dark Alliance (2001) и Baldur’s Gate: Dark Alliance II (2004) в жанрах hack and slash и action/RPG, а также игра Baldur’s Gate для мобильных телефонов в жанре action/RPG.
Истории персонажей Baldur's Gate получили дальнейшее развитие в официальном приключении Murder in Baldur’s Gate, выпущенном Wizards of the Coast в 2013 году, а также в серии комиксов Legends of Baldur’s Gate, выпущенной издательством IDW Publishing в 2014—2015 годах и её продолжениях Shadows of the Vampire и Frost Giant’s Fury.

### Пользовательские модификации
Хотя BioWare не выпускала инструментарий для создания пользовательских модификаций, сообществом пользователей были разработаны просмотрщики и редакторы игровых файлов. Одной из наиболее популярных модификаций является мод Baldur’s Gate TuTu, позволяющий перенести игровой контент Baldur’s Gate на новую версию Infinity Engine, на которой основано продолжение Baldur’s Gate II, в результате чего улучшается графика и появляется доступ к новым классам и способностям персонажей. Похожая модификация Baldur’s Gate Trilogy объединяет обе части игры вместе с их дополнениями в единую большую игру на движке Shadows of Amn.
В 2013 году небольшой командой разработчиков во главе с гейм-дизайнером Дрю Рехнером (работавшим в TimeGate Studios) была завершена начатая в ноябре 2006 года многолетняя работа по переносу Baldur’s Gate на движок игры Neverwinter Nights 2. Неофициальная модификация Baldur’s Gate Reloaded доступна для бесплатной загрузки на сайте Nexus Mods.